# Douvrin-motor
Douvrin-motor var en firecylindret rækkebilmotor i aluminium udviklet i de tidlige 1970'ere og fremstillet i årene 1977 til 1996 af Compagnie Française de Mécanique, som var et joint venture mellem Renault og PSA Peugeot Citroën beliggende i byen Douvrin i det nordlige Frankrig. Dette firma fremstillede ligeledes PRV V6-motoren, som nogle gange udenfor Frankrig også omtales som "Douvrin" V6.

## Douvrin "kuffert-motor"
Denne motor er designet af ingeniør Jean-Jacques His (far til Formel 1 -motorer fra Renault og Ferrari). Douvrin "kuffert-motoren" var konstrueret af aluminium med kædedreven overliggende knastaksel og med gearkassen i motorens oliesump med delt smøreolie. Af denne grund har motoren fået øgenavnet "kuffert-motor" som følge af måden motoren åbnes på for at lave service på gearkassen. Motoren fandtes i versioner med slagvolume fra 954 til 1360 cm³.

## 2,0
2,0-liters (1995 cm³)-versionen var langslaget med enkelt overliggende tandremsdrevet knastaksel, en boring på 88 mm og en slaglængde på 82 mm. Motoren blev lavet i flere forskellige konfigurationer:
- 8-ventilet sugemotor med enkelt karburator, effekt 66 kW (90 hk) fra 1978 til 1993 (specifikt til Renault)
- 8-ventilet sugemotor med dobbelt karburator, effekt 76 kW (103 hk) fra 1977 til 1992 (benyttet af Renault og PSA Peugeot Citroën)
- 8-ventilet sugemotor med multipoint-indsprøjtning, effekt 88 kW (120 hk) (med katalysator 79 kW (107 hk)) fra 1986 til 1996 (specifikt til Renault)
- 12-ventilet sugemotor med multipoint-indsprøjtning, effekt 103 kW (140 hk) (med katalysator 100 kW (136 hk)) fra 1989 til 1996 (specifikt til Renault)
- 8-ventilet turbomotor med multipoint-indsprøjtning, effekt 129 kW (175 hk) (med katalysator 119 kW (162 hk)) fra 1987 til 1993 (specifikt til Renault)

Applikationer:
- Citroën CX
- Renault 18
- Renault 20
- Renault 21
- Renault 25
- Renault Safrane
- Renault Espace
- Renault Fuego
- Renault Trafic
- Peugeot 505

## 2,2
2,2-liters (2165 cm³)-versionen var baseret på 2,0'eren, men med en lille udvidelse af slaglængden fra 82 til 89 mm, hvilket gjorde den kortslaget. De fleste dele, herunder cylinderhovedet, var magen til 2,0'erens. Den blev fremstillet i færre varianter end det mindre forbillede:
- 8-ventilet sugemotor med dobbelt karburator, effekt 81 kW (110 hk) fra 1977 til 1992 (benyttet af Renault og PSA Peugeot Citroën)
- 8-ventilet sugemotor med multipoint-indsprøjtning, effekt 89 kW (121 hk) (med katalysator 79 kW (107 hk)) fra 1983 til 1996
- 12-ventilet sugemotor med multipoint-indsprøjtning, effekt 101 kW (137 hk) fra 1989 til 1996 (specifikt til Renault)

Motoren forveksles ofte med den lignende Simca Type 180 på 2155 cm³.
Applikationer:
- Renault 18
- Citroën CX
- Renault Medallion
- Eagle Medallion
- Renault Fuego
- Renault 20
- Renault 21
- Renault 25
- Renault Safrane
- Renault Master
- Peugeot 505
- Winnebago LeSharo (med Renault Trafic chassis og førerhus)

## 2,1 Diesel
Dieselversionen på 2,1 liter (2068 cm³) var afledt af den 2,0-liters benzinversion med boringen reduceret fra 88 til 86 mm og slaglængden øget fra 82 til 89 mm. Cylinderblokken var af stål for bedre at kunne modstå det højere tryk fra forbrændingen af dieselolie. Motoren var opbygget med forkammerindsprøjtning og mekanisk styret indsprøjtningspumpe. Motoren blev udelukkende benyttet af Renault i tre forskellige versioner:
- 8-ventilet sugemotor, effekt 48 kW (65 hk) fra 1980 til 1992
- 8-ventilet turbomotor, effekt 65 kW (88 hk) fra 1982 til 1992
- 8-ventilet turbomotor med turbolader med variabel geometri, effekt 68 kW (92 hk) fra 1990 til 1996

Applikationer:
- Renault 18
- Renault 20
- Renault 21
- Renault 25
- Renault 30
- Renault Fuego
- Renault Safrane
- Renault Espace
- Renault Trafic
- Renault Master
- Winnebago LeSharo (med Renault Trafic chassis og førerhus)
- Jeep Cherokee
- Jeep Comanche